# BBC Nyon
El BBC Nyon es un equipo de baloncesto suizo con sede en la ciudad de Nyon, que compite en la LNB, la segunda división del baloncesto suizo. Disputa sus encuentros como local en la Salle Rocher.Aquellas que por su fisonomía pueden volar

## Nombres
- Testuz BBC Nyon (hasta 2007)
- Sdent BBC Nyon (2007-2008)
- BBC Nyon (2008-)

## Posiciones en liga
- 1998 ((2))
- 1999 ((2))
- 2000 ((2))
- 2002 (7)
- 2003 (7)
- 2004 (9)
- 2005 (4)
- 2006 (12)
- 2007 (10)
- 2008 (9)
- 2009 (7)
- 2010 (5)
- 2011 (9)
- 2012 (9)
- 2013 (8)

### Plantilla 2013-2014
| N.º | Nombre             | Nacionalidad                        | Puesto    |
| --- | ------------------ | ----------------------------------- | --------- |
| 7   | Jolan Chabbey      | Bandera de Suiza                    | Base      |
| 11  | Srdjan Zivkovic    | Bandera de Serbia                   | Alero     |
| 13  | Loan Morand        | Bandera de Suiza                    | Base      |
| 15  | Loris Vallotton    | Bandera de Suiza                    | Pívot     |
| 34  | Gino Lanisse       | Bandera de Haití · Bandera de Suiza | Ala-Pívot |
| --  | Guillaume Chappuis | Bandera de Suiza                    | Escolta   |
| --  | Grégory Claude     | Bandera de Suiza                    | Ala-Pívot |
| --  | William Van Rooij  | Bandera de Suiza                    | Pívot     |
| --  | Valentin Zaninetti | Bandera de Suiza                    | Escolta   |

## Palmarés
- Subcampeón Copa Suiza (2005)
- Subcampeón Copa de la Liga (2009)